# Peña de los Cuatro Jueces
La peña de los Cuatro Jueces (662 m s. n. m.) es una cima asturiana, que se encuentra, como su nombre indica, entre cuatro concejos de Gijón, Villaviciosa, Sariego y Siero. Tradicionalmente se realiza anualmente un encuentro de estos cuatro alcaldes de cada uno de los concejos en dicha cima, donde una piedra dividida en cuatro partes simboliza cada uno de los concejos. Es una fiesta campestre que congrega a multitud de asturianos.
- Datos: Q6073924